# Nassim Innocenti
Nassim Patrice Innocenti (Crest, 19 febbraio 2002) è un calciatore burkinabé, difensore dello Jablonec.

## Carriera

### Club
Il 2 febbraio 2024 viene acquistato a titolo definitivo dalla squadra slovacca del FC Košice.

## Statistiche

### Presenze e reti nei club
Statistiche aggiornate al 9 agosto 2025.
| Stagione              | Squadra               | Campionato            | Campionato | Campionato | Coppe nazionali | Coppe nazionali | Coppe nazionali | Coppe continentali | Coppe continentali | Coppe continentali | Altre coppe | Altre coppe | Altre coppe | Totale | Totale |
| Stagione              | Squadra               | Comp                  | Pres       | Reti       | Comp            | Pres            | Reti            | Comp               | Pres               | Reti               | Comp        | Pres        | Reti        | Pres   | Reti   |
| --------------------- | --------------------- | --------------------- | ---------- | ---------- | --------------- | --------------- | --------------- | ------------------ | ------------------ | ------------------ | ----------- | ----------- | ----------- | ------ | ------ |
| 2020-2021             | Lilla 2               | CFA                   | 3          | 0          | -               | -               | -               | -                  | -                  | -                  | -           | -           | -           | 3      | 0      |
| 2021-2022             | Lilla 2               | CFA                   | 13         | 0          | -               | -               | -               | -                  | -                  | -                  | -           | -           | -           | 13     | 0      |
| Totale Lilla 2        | Totale Lilla 2        | Totale Lilla 2        | 16         | 0          |                 | -               | -               |                    | -                  | -                  |             | -           | -           | 16     | 0      |
| 2022-2023             | Valenciennes 2        | CFA                   | 6          | 0          | -               | -               | -               | -                  | -                  | -                  | -           | -           | -           | 6      | 0      |
| 2023-feb. 2024        | Valenciennes 2        | CFA                   | 1          | 0          | -               | -               | -               | -                  | -                  | -                  | -           | -           | -           | 1      | 0      |
| Totale Valenciennes 2 | Totale Valenciennes 2 | Totale Valenciennes 2 | 7          | 0          |                 | -               | -               |                    | -                  | -                  |             | -           | -           | 7      | 0      |
| 2022-2023             | Valenciennes          | L2                    | 9          | 0          | CF              | 2               | 0               | -                  | -                  | -                  | -           | -           | -           | 11     | 0      |
| 2023-feb. 2024        | Valenciennes          | L2                    | 0          | 0          | CF              | 0               | 0               | -                  | -                  | -                  | -           | -           | -           | 0      | 0      |
| Totale Valenciennes   | Totale Valenciennes   | Totale Valenciennes   | 9          | 0          |                 | 2               | 0               |                    | -                  | -                  |             | -           | -           | 11     | 0      |
| feb.-giu. 2024        | FC Košice             | SL                    | 13         | 1          | CS              | 0               | 0               | -                  | -                  | -                  | -           | -           | -           | 13     | 1      |
| 2024-2025             | FC Košice             | SL                    | 19         | 0          | CS              | 3               | 0               | -                  | -                  | -                  | -           | -           | -           | 22     | 0      |
| Totale VSS Košice     | Totale VSS Košice     | Totale VSS Košice     | 32         | 1          |                 | 3               | 0               |                    | -                  | -                  |             | -           | -           | 35     | 1      |
| 2025-2026             | Jablonec              | 1L                    | 3          | 0          | CR              | 0               | 0               | UEL                | 0                  | 0                  | -           | -           | -           | 3      | 0      |
| Totale carriera       | Totale carriera       | Totale carriera       | 67         | 1          |                 | 5               | 0               |                    | -                  | -                  |             | -           | -           | 72     | 1      |